# Salongebäude

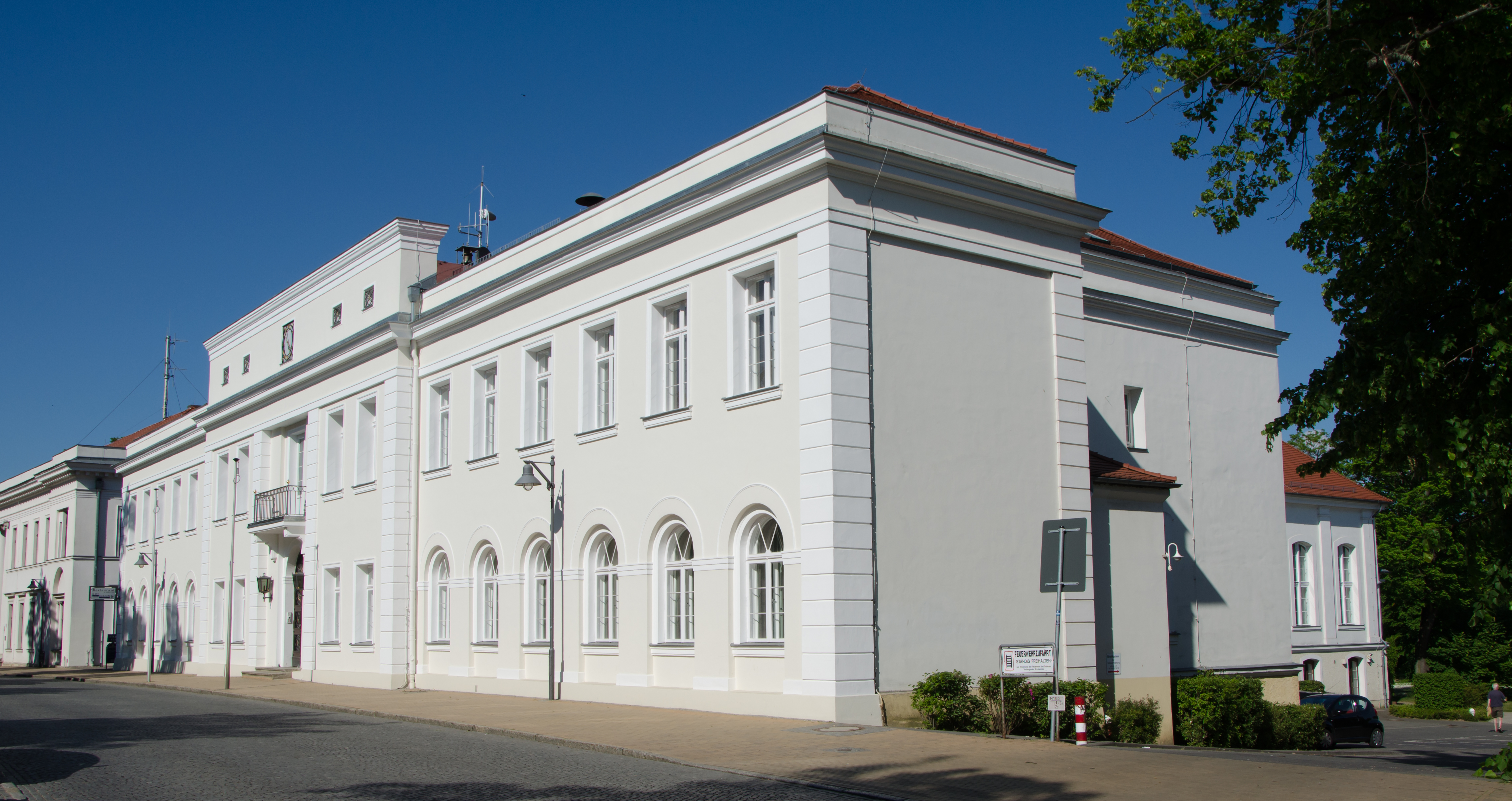
Salongebäude (2012)

Das großherzogliche Salongebäude ist ein Gebäude in Bad Doberan im Landkreis Rostock (Mecklenburg-Vorpommern).
Das Salongebäude wurde im Jahre 1801/02 als Speise- und Gesellschaftshaus von dem Bauconducteur Johann Christoph Heinrich von Seydewitz und dem Stadtarchitekten Carl Theodor Severin errichtet.
Es befindet sich in der August-Bebel-Straße 3. Heute wird es als Verwaltungsgebäude für den Landkreis Rostock und für Veranstaltungen im Festsaal genutzt. Der Festsaal gilt als der besterhaltene Innenraum der Stadt.

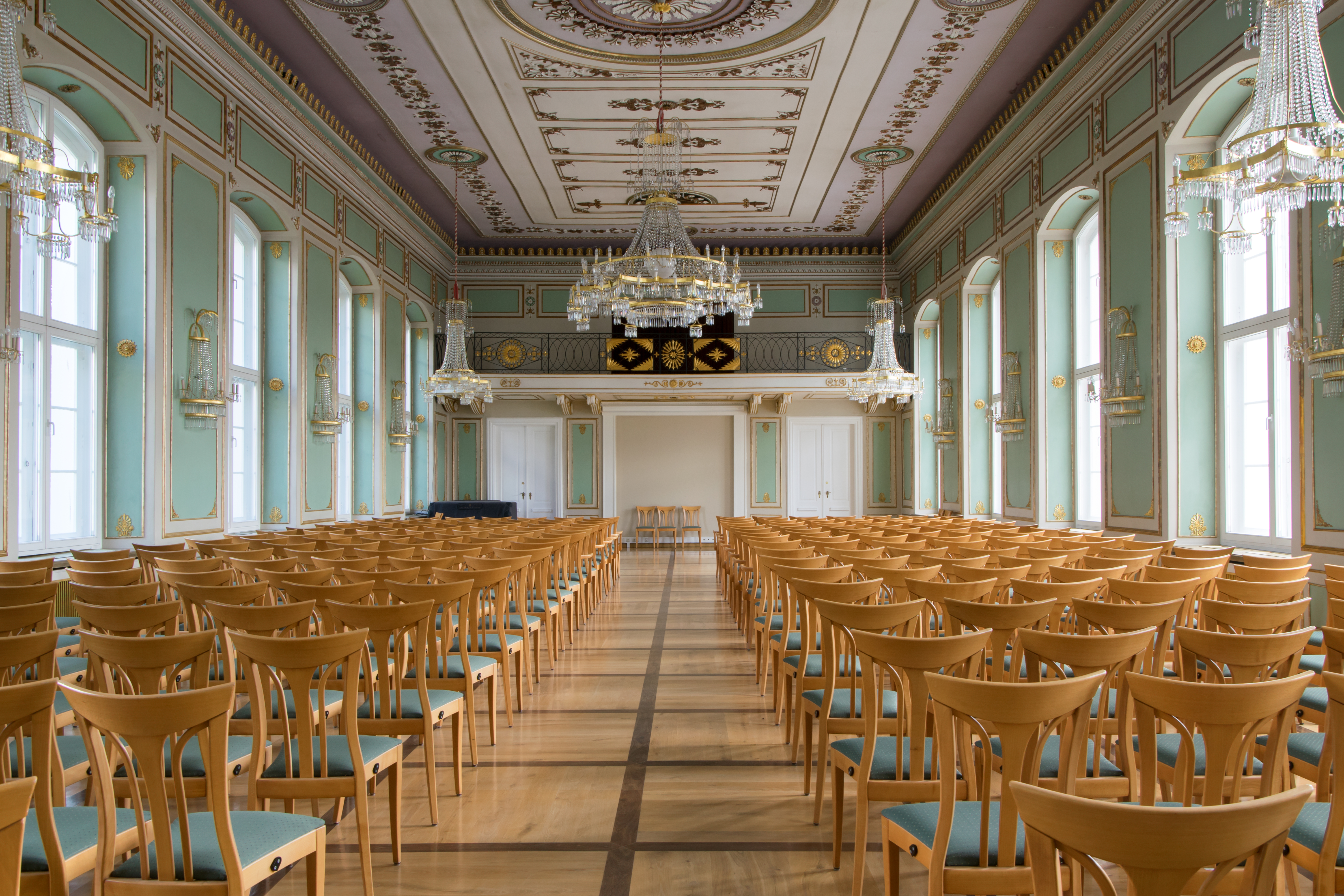
Festsaal mit 200 Sitzen (2014)

## Restaurierungen
Carl Theodor Severin entschied sich, von 1819 bis 1821 einen Tanz- und Speiseraum sowie den Empire-Festsaal an der Gartenseite anzubauen und das Äußere des Gebäudes zu verändern. Im Jahre 1957 wurden die äußeren Veränderungen in den ursprünglichen Zustand versetzt. Durch den Umbau für den Rat des Kreises wurden viele innere Veränderungen vorgenommen.

## Architektur
Das Salongebäude ist ein zweigeschossiger, langgestreckter und klassizistischer Putzbau mit 17 Achsen und Mittelrisalit.